# Campeonato Europeu Sub-20 de Atletismo de 2023
O Campeonato Europeu Sub-20 de Atletismo de 2023 foi a 27ª edição do torneio organizada pela Associação Europeia de Atletismo para atletas com menos de vinte anos, classificados como Sub-20. O evento foi realizado no Estádio Givat Ram, em Jerusalém, em Israel, entre 7 a 10 de agosto de 2023. Foram disputados 44 provas no campeonato, no qual participaram 1.139 atletas de 44 nacionalidades. Teve como destaque a Alemanha com oito medalhas de ouro.

## Quadro de medalhas
O quadro de medalhas foi publicado.
| Ordem | País          | Medalha de ouro | Medalha de prata | Medalha de bronze | Total |
| ----- | ------------- | --------------- | ---------------- | ----------------- | ----- |
| 1     | Alemanha      | 8               | 8                | 7                 | 23    |
| 2     | Suécia        | 5               | 2                | 0                 | 7     |
| 3     | Chéquia       | 3               | 1                | 4                 | 8     |
| 4     | Grã-Bretanha  | 2               | 4                | 4                 | 10    |
| 5     | Itália        | 2               | 3                | 2                 | 7     |
| 5     | Países Baixos | 2               | 3                | 2                 | 7     |
| 7     | Suíça         | 2               | 3                | 1                 | 6     |
| 8     | Polónia       | 2               | 2                | 1                 | 5     |
| 9     | Finlândia     | 2               | 2                | 0                 | 4     |
| 10    | Sérvia        | 2               | 1                | 1                 | 4     |
| 10    | Ucrânia       | 2               | 1                | 1                 | 4     |
| 12    | Espanha       | 2               | 0                | 0                 | 2     |
| 12    | Letônia       | 2               | 0                | 0                 | 2     |
| 14    | França        | 1               | 2                | 4                 | 7     |
| 15    | Áustria       | 1               | 2                | 2                 | 5     |
| 16    | Hungria       | 1               | 1                | 5                 | 7     |
| 17    | Turquia       | 1               | 1                | 2                 | 4     |
| 18    | Dinamarca     | 1               | 1                | 1                 | 3     |
| 19    | Chipre        | 1               | 1                | 0                 | 2     |
| 19    | Estónia       | 1               | 1                | 0                 | 2     |
| 19    | Irlanda       | 1               | 1                | 0                 | 2     |
| 22    | Bulgária      | 0               | 3                | 1                 | 4     |
| 23    | Croácia       | 0               | 1                | 0                 | 1     |
| 23    | Lituânia      | 0               | 1                | 0                 | 1     |
| 25    | Grécia        | 0               | 0                | 1                 | 1     |
| 26    | Eslováquia    | 0               | 0                | 1                 | 1     |
| 26    | Portugal      | 0               | 0                | 1                 | 1     |
| 26    | Roménia       | 0               | 0                | 1                 | 1     |
| Total | Total         | 44              | 45               | 43                | 132   |

## Medalhistas
Esses foram os resultados do campeonato.

### Masculino
| Evento                      | Ouro                                                                       | Ouro           | Prata                                                                          | Prata          | Bronze                                                                       | Bronze         |
| --------------------------- | -------------------------------------------------------------------------- | -------------- | ------------------------------------------------------------------------------ | -------------- | ---------------------------------------------------------------------------- | -------------- |
| 100 metros                  | Marek Zakrzewski · Polónia                                                 | 10.25 NU20R    | Isak Hughes · Suécia                                                           | 10.31          | Sean Anyaogu · Grã-Bretanha                                                  | 10.34          |
| 200 metros                  | Marek Zakrzewski · Polónia                                                 | 20.63          | Timo Spiering · Países Baixos                                                  | 20.97          | Daniele Groos · Itália                                                       | 21.01          |
| 400 metros                  | Jónas Gunnleivsson Isaksen · Dinamarca                                     | 45.86 NU20R    | Charlie Carvell · Grã-Bretanha                                                 | 46.08          | Maksymilian Szwed · Polónia                                                  | 46.31          |
| 800 metros                  | Jakub Dudycha · Chéquia                                                    | 1:46.76        | Ramon Wipfli · Suíça                                                           | 1:47.20        | Thomas Marques de Andrade · França                                           | 1:47.29        |
| 1 500 metros                | Niels Laros · Países Baixos                                                | 3:56.78        | Kevin Kamenschak · Áustria                                                     | 3:59.73        | Ondřej Gajdoš · Chéquia                                                      | 4:00.98        |
| 3 000 metros                | Jonathan Grahn · Suécia                                                    | 8:44.67        | Nick Griggs · Irlanda                                                          | 8:45.69        | Bradley Giblin · Grã-Bretanha                                                | 8:47.26        |
| 5 000 metros                | Niels Laros · Países Baixos                                                | 14:11.82       | Jonathan Grahn · Suécia                                                        | 14:12.73       | Kevin Kamenschak · Áustria                                                   | 14:15.02       |
| 10 km marcha atlética       | Frederick Weigel · Alemanha                                                | 41:53.58       | Hayrettin Yıldız · Turquia                                                     | 42:13.78       | Giuseppe Disabato · Itália                                                   | 42:19.67       |
| 110 metros barreiras        | Enzo Diessl · Áustria                                                      | 13.12          | Rasmus Vehmaa · Finlândia                                                      | 13.23 NU20R    | Sisínio Ambriz · Portugal                                                    | 13.29 NU20R    |
| 400 metros barreiras        | Jere Haapalainen · Finlândia                                               | 50.02 NU20R    | Antti Sainio · Finlândia                                                       | 50.19          | Anouar Bourahla · França                                                     | 50.33          |
| 3.000 metros com obstáculos | Sergio del Barro · Espanha                                                 | 8:46.81        | Pierre Boudy · França                                                          | 8:47.04        | Ferenc Soma Kovács · Hungria                                                 | 8:47.50        |
| 4×100 metros estafetas      | Jonathan Gou Gomez · Joël Csontos · Mathieu Chèvre · Manuel Gerber · Suíça | 39.87          | Lorenzo Speear · Timo Spiering · Jozuah Revierre · Jamie Sesay · Países Baixos | 40.14          | Milian Zirbus · Heiko Gussmann · Vincent Herbst · Ivo Ziebold · Alemanha     | 40.15          |
| 4×400 metros estafetas      | Charlie Carvell · Jake Minshull · David Race · Sam Lunt · Grã-Bretanha     | 3:06.89        | Florian Kroll · Louis Quarata · Malik Skupin-Alfa · Elija Ziem · Alemanha      | 3:07.75        | Felix Levasseur · Milann Klemenic · Amaury Guillard · Allan Lacroix · França | 3:07.97        |
| Salto em altura             | Melwin Lycke Holm · Suécia                                                 | 2.18 =         | Edoardo Stronati · Itália                                                      | 2.18           | Robert Ruffíni · Eslováquia                                                  | 2.15           |
| Salto com vara              | Simone Bertelli · Itália                                                   | 5.40           | Valentin Imsand · Suíça                                                        | 5.40           | Erdem Tilki · Turquia                                                        | 5.30 NU20R     |
| Salto em comprimento        | Mattia Furlani · Itália                                                    | 8.23           | Bozhidar Sarâboyukov · Bulgária                                                | 8.22 NU20R     | Nikita Masliuk · Ucrânia                                                     | 7.97           |
| Salto triplo                | Viktor Morozov · Estónia                                                   | 16.45 EU20L    | Bozhidar Sarâboyukov · Bulgária                                                | 16.25          | Lâchezar Vâlchev · Bulgária                                                  | 16.16          |
| Arremesso de peso           | Lasse Schulz · Alemanha                                                    | 20.21          | Lukas Schober · Alemanha                                                       | 19.76          | Dimitrios Antonatos · Grécia                                                 | 19.31          |
| Lançamento de disco         | Mykhailo Brudin · Ucrânia                                                  | 66.58 WU20L    | Jan Svozil · Chéquia                                                           | 59.93          | Yannick Rolvink · Países Baixos                                              | 59.86          |
| Lançamento do martelo       | Max Lampinen · Finlândia                                                   | 79.72 WU20L    | Iosif Kesidis · Chipre                                                         | 77.73          | Miklós Csekö · Hungria                                                       | 76.87          |
| Lançamento do dardo         | György Herczeg · Hungria                                                   | 79.45          | Max Dehning · Alemanha                                                         | 78.07          | Michael Allison · Grã-Bretanha                                               | 72.44          |
| Decatlo                     | Amadeus Gräber · Alemanha                                                  | 8209 pts WU20L | Matthias Lasch · Áustria                                                       | 8052 pts NU20R | Andrin Huber · Suíça                                                         | 8009 pts NU20R |

### Feminino
| Evento                      | Ouro                                                                       | Ouro           | Prata                                                                                                  | Prata         | Bronze                                                                                      | Bronze                    |
| --------------------------- | -------------------------------------------------------------------------- | -------------- | --- | ------------- | ------------------------------------------------------------------------------------------- | ------------------------- |
| 100 metros                  | Joy Eze · Grã-Bretanha                                                     | 11.39          | Renee Regis · Grã-Bretanha                                                                             | 11.40         | Anna Luca Kocsis · Hungria                                                                  | 11.55                     |
| 200 metros                  | Nora Lindahl · Suécia                                                      | 23.26          | Alexa Sulyán · Hungria                                                                                 | 23.26         | Success Eduan · Grã-Bretanha                                                                | 23.34                     |
| 400 metros                  | Lurdes Gloria Manuel · Chéquia                                             | 51.94          | Alexe Deau · França                                                                                    | 52.53         | Myrte van der Schoot · Países Baixos                                                        | 52.85 NU20R               |
| 800 metros                  | Audrey Werro · Suíça                                                       | 2:03.38        | Abigail Ives · Grã-Bretanha                                                                            | 2:05.89       | Dilek Koçak · Turquia                                                                       | 2:06.21                   |
| 1 500 metros                | Dilek Koçak · Turquia                                                      | 4:16.86        | Sofia Thøgersen · Dinamarca                                                                            | 4:17.08       | Natálie Millerová · Chéquia                                                                 | 4:18.92                   |
| 3 000 metros                | Agate Caune · Letônia                                                      | 8:53.20        | Zuzanna Wiernicka · Polónia                                                                            | 9:21.40 NU18R | Sofia Benfares · Alemanha                                                                   | 9:25.42                   |
| 5 000 metros                | Agate Caune · Letônia                                                      | 15:03.85       | Kira Weis · Alemanha                                                                                   | 15:50.36      | Sofia Thøgersen · Dinamarca                                                                 | 15:53.08                  |
| 10 km marcha atlética       | Sofia Santacreu · Espanha                                                  | 46:00          | Giulia Gabriele · Itália                                                                               | 46:57         | Ana Delahaie · França                                                                       | 47:12                     |
| 100 metros barreiras        | Rosina Schneider · Alemanha                                                | 13.06 EU20L    | Valérie Guignard · Suíça                                                                               | 13.23         | Lia Flotow · Alemanha                                                                       | 13.32 =                   |
| 400 metros barreiras        | Moa Granat · Suécia                                                        | 56.58          | Olha Mashanienkova · Ucrânia                                                                           | 56.83         | Alexandra Stefania Ută · Roménia                                                            | 57.02                     |
| 3.000 metros com obstáculos | Karolína Jarošová · Chéquia                                                | 10:04.57 NU20R | Adia Budde · Alemanha                                                                                  | 10:07.34      | Vasiliki Kallimogianni · Grécia                                                             | 10:08.44 NU20R            |
| 4×100 metros estafetas      | Nele Jaworski · Chelsea Kadiri · Rosina Schneider · Holly Okuku · Alemanha | 43.82 EU20L    | Renee Regis · Sophie Walton · Joy Eze · Success Eduan · Grã-Bretanha                                   | 43.82         | Hana Blažková · Terezie Táborská · Nikola Musilová · Adéla Tkáčová · Chéquia                | 44.68                     |
| 4×400 metros estafetas      | Alexe Deau · Méta Tumba · Maelle Maynier · Benedetta Kouakou · França      | 3:33.31 EU20L  | Maud van Sintmaartensdijk · Britt de Blaauw · Madelief van Leur · Myrte van der Schoot · Países Baixos | 3:33.33 NU23R | Karolína Mitanová · Kateřina Matoušková · Terezie Táborská · Lurdes Gloria Manuel · Chéquia | 3:34.84 NU20R             |
| Salto em altura             | Angelina Topić · Sérvia                                                    | 1.90           | Elisabeth Pihela · Estónia                                                                             | 1.88          | Joana Herrmann · Alemanha                                                                   | 1.86                      |
| Salto com vara              | Sara Winberg · Suécia                                                      | 4.25           | Rugilė Miklyčiūtė · LituâniaGreat Nnachi · Itália                                                      | 4.15 4.15     | Nenhuma medalha concedida                                                                   | Nenhuma medalha concedida |
| Salto em comprimento        | Elizabeth Ndudi · Irlanda                                                  | 6.56 NU20R     | Plamena Mitkova · Bulgária                                                                             | 6.54 =        | Laura Raquel Müller · Alemanha                                                              | 6.51                      |
| Salto triplo                | Oleksandra Chernukha · Ucrânia                                             | 13.63          | Teodora Boberić · Sérvia                                                                               | 13.50         | Aleksandrija Mitrović · Sérvia                                                              | 13.40                     |
| Arremesso de peso           | Nina Chioma Ndubuisi · Alemanha                                            | 17.97 WU20L    | Zuzanna Maślana · Polónia                                                                              | 16.90         | Chantal Rimke · Alemanha                                                                    | 15.55                     |
| Lançamento de disco         | Curly Brown · Alemanha                                                     | 53.93          | Milina Wipiwé · Alemanha                                                                               | 53.83         | Lea Bork · Alemanha                                                                         | 53.46                     |
| Lançamento do martelo       | Valentina Savva · Chipre                                                   | 64.69          | Jada Julien · Alemanha                                                                                 | 62.92         | Jázmin Csatári · Hungria                                                                    | 62.47                     |
| Lançamento do dardo         | Adriana Vilagoš · Sérvia                                                   | 58.38          | Veronika Šokota · Croácia                                                                              | 55.41         | Fanni Kövér · Hungria                                                                       | 53.09                     |
| Heptatlo                    | Sandrina Sprengel · Alemanha                                               | 5928 pts       | Pia Meßing · Alemanha                                                                                  | 5790 pts      | Sophie Kreiner · Áustria                                                                    | 5698 pts                  |

## Participantes por nacionalidade
Um total de 1.139 atletas de 44 países participaram do campeonato.
- Albânia (2)
- Armênia (3)
- Áustria (14)
- Azerbaijão (1)
- Bélgica (25)
- Bósnia e Herzegovina (3)
- Bulgária (11)
- Croácia (17)
- Chipre (15)
- Chéquia (44)
- Dinamarca (11)
- Estónia (23)
- Finlândia (31)
- França (58)
- Alemanha (109)
- Grã-Bretanha (57)
- Grécia (34)
- Hungria (33)
- Islândia (4)
- Irlanda (35)
- Israel (11)
- Itália (93)
- Kosovo (2)
- Letônia (8)
- Lituânia (19)
- Luxemburgo (3)
- Malta (2)
- Moldávia (2)
- Montenegro (1)
- Países Baixos (43)
- Macedônia do Norte (1)
- Noruega (29)
- Polónia (70)
- Portugal (19)
- Roménia (21)
- San Marino (1)
- Sérvia (18)
- Eslováquia (19)
- Eslovênia (18)
- Espanha (66)
- Suécia (48)
- Suíça  (45)
- Turquia (38)
- Ucrânia (32)

Legenda
| Recorde mundial       | Recorde mundial (World record)               |                       | Recorde africano                      | Recorde africano (African) |                                           | Q | Classificado por posição (Qualified) |
| Recorde do campeonato | Recorde do campeonato (Championship record)  | Recorde da América    | Recorde da América (Americas)         | q                          | Classificado por melhor tempo (Qualified) |   |                                      |
| Melhor marca do ano   | Melhor marca do ano (World leading)          | Recorde asiático      | Recorde asiático (Asian)              | DNS                        | Não largou (Did not start)                |   |                                      |
| Recorde nacional      | Recorde nacional (National record)           | Recorde europeu       | Recorde europeu (European)            | DNF                        | Não terminou (Did not finish)             |   |                                      |
| Recorde pessoal       | Recorde pessoal do atleta (Personal best)    | Recorde da Oceania    | Recorde da Oceania (Oceania)          | DSQ / DQ                   | Desclassificado (Disqualified)            |   |                                      |
| Recorde da temporada  | Recorde da temporada do atleta (Season best) | Recorde sul-americano | Recorde sul-americano (South America) | NM                         | Sem marca (No mark)                       |   |                                      |